# Place Vendôme
De Place Vendôme is een plein in de Franse hoofdstad Parijs, gelegen in het gelijknamige quartier in het 1e arrondissement. Het plein ontleent zijn naam aan het Hôtel Vendôme, dat hier in de zeventiende eeuw stond. Daarvoor heette het Place des Conquêtes en vervolgens Place Louis le Grand. Tijdens de Franse Revolutie werd het plein omgedoopt in Place des Piques en tijdens de Commune van Parijs Place Internationale.
Het plein is bekend vanwege de elegante, uniforme architectuur en de Colonne Vendôme, die het plein en de omgeving domineert. Samen met de Place des Vosges, de Place Dauphine, de Place des Victoires en de Place de la Concorde is het een van de vijf koninklijke pleinen van Parijs. Het stedenbouwkundig ontwerp uit 1699 is van Jules Hardouin-Mansart. De classicistische gevels met typerende arcades zijn beschermd als monument historique.

## Ligging, inrichting en bereikbaarheid
De Place Vendôme ligt op de rechteroever (Rive Droite) van de Seine in het centrale deel van Parijs. Het is het zuidelijke beginpunt van de Rue de la Paix. Op een afstand van 500 meter of minder liggen: aan de zuidzijde de Rue de Rivoli en de Tuilerieën; aan de westzijde de Place de la Concorde en de Église de la Madeleine; en aan de noordzijde de Place de l'Opéra met de Opéra Garnier.
Het plein heeft de plattegrond van een achthoek, hoewel het feitelijk een bijna vierkante rechthoek betreft, met afgeschuinde hoeken. Het plein wordt doorsneden door een vrijwel noord-zuid lopende straat, waarvan het noordelijk deel de Rue de la Paix is en het zuidelijk deel de Rue de Castiglione. De in het verlengde van deze straten gelegen korte toegangsstraten tot het plein horen bij de Place Vendôme. Verder heeft het plein geen zijstraten.
In de omgeving van de Place Vendôme liggen de metrostations Opéra (  ), Pyramides ( ), Madeleine (  ) en Tuileries ().

## Geschiedenis
De Place Vendôme werd tussen 1698 en 1728 aangelegd als een monument voor de overwinningen van het leger van Lodewijk XIV, de zonnekoning. De oorspronkelijke naam Place des Conquêtes (Plein van de Veroveringen) herinnerde aan zijn militaire successen, onder andere in de Lage Landen. Toen die veroveringen voor een deel tijdelijk bleken, veranderde de naam van het plein in Place Louis le Grand (Lodewijk de Groteplein). Een levensgroot ruiterstandbeeld van de koning door François Girardon (1699) werd door het Parijse stadsbestuur aangeboden en kreeg een plaats in het midden van het plein.
Voorheen stond hier het Hôtel Vendôme, het stadspaleis van César de Bourbon, hertog van Vendôme, een buitenechtelijke zoon van Hendrik IV en zijn maîtresse Gabrielle d'Estrées. De ondernemende architect des konings Jules Hardouin-Mansart kocht het gebouw en de tuinen, in de hoop het om te vormen tot een winstgevende bouwlocatie. Het plan kwam niet van de grond en Hardouin-Mansart verkocht het door aan François-Michel le Tellier, markies van Louvois, de minister van Financiën van Lodewijk XIV. Louvois wilde op het terrein een elegant plein aanleggen, naar het voorbeeld van de begin zeventiende eeuw aangelegde Place des Vosges. Louvois raakte echter in financiële moeilijkheden en ook hij moest het project afblazen. Na zijn dood in 1691 verwierf de koning het terrein en hij slaagde erin om, met hulp van Hardouin-Mansart en de Schotse financier John Law, een aantrekkelijk plein met statige, uniforme bebouwing te verwezenlijken. In 1720 was het plein voltooid.
Gedwongen door financiële moeilijkheden, moest Law veel van het onroerend goed dat hij op het plein bezat verkopen. De meeste kopers waren leden van het verbannen huis Bourbon-Condé, die later terugkeerden naar Frankrijk. Tussen 1720 en 1797 verwierven ze een groot deel van het plein, waaronder de locatie van het latere Hôtel Ritz, waar ze nog steeds appartementen bezitten.
- Vogelvluchtperspectief van de Place Louis-le-Grand in de 18e eeuw

"Vogelvluchtperspectief
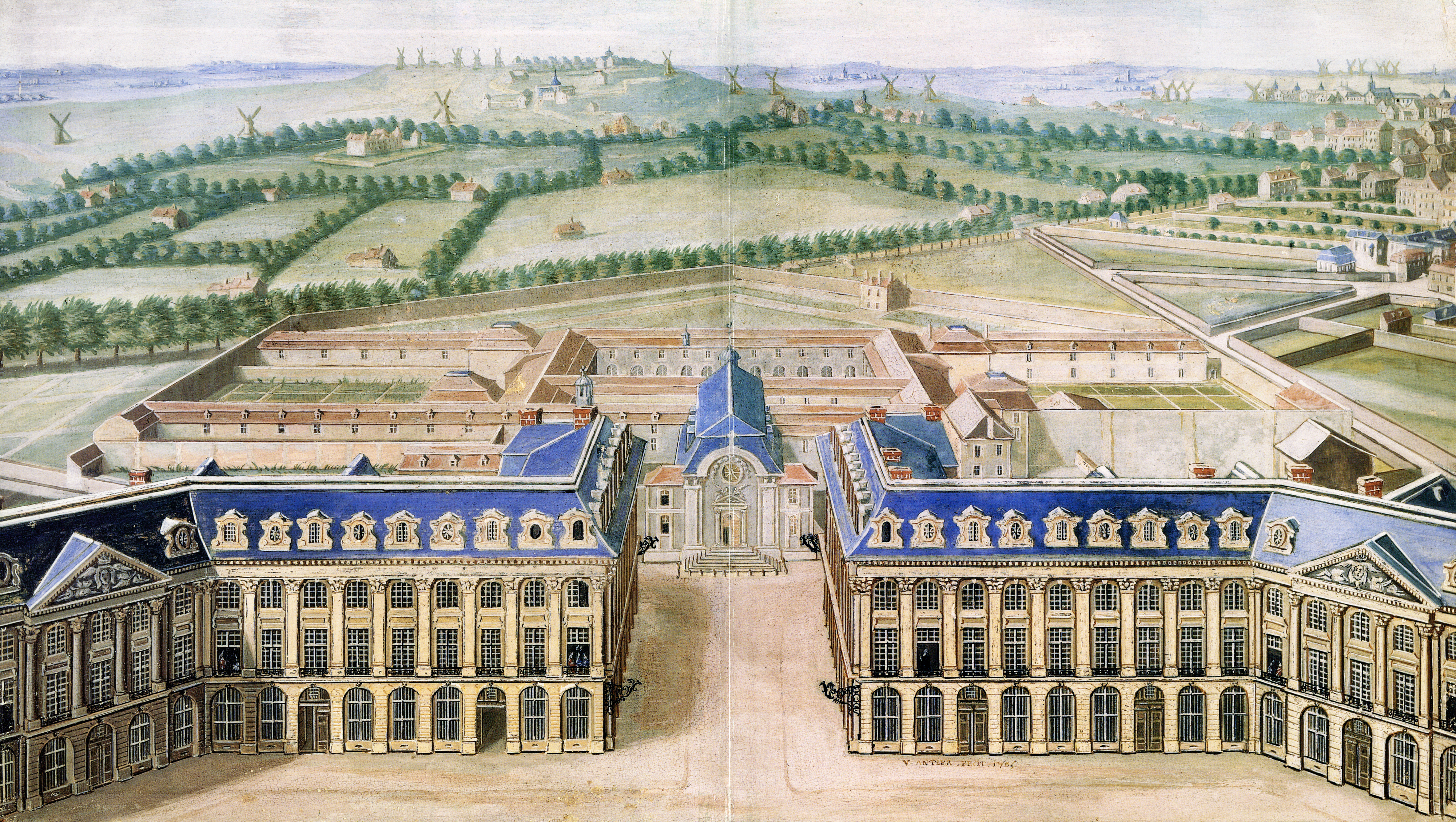
Gezicht naar het noorden met het Kapucinessenklooster op de achtergrond en in de verte Montmartre
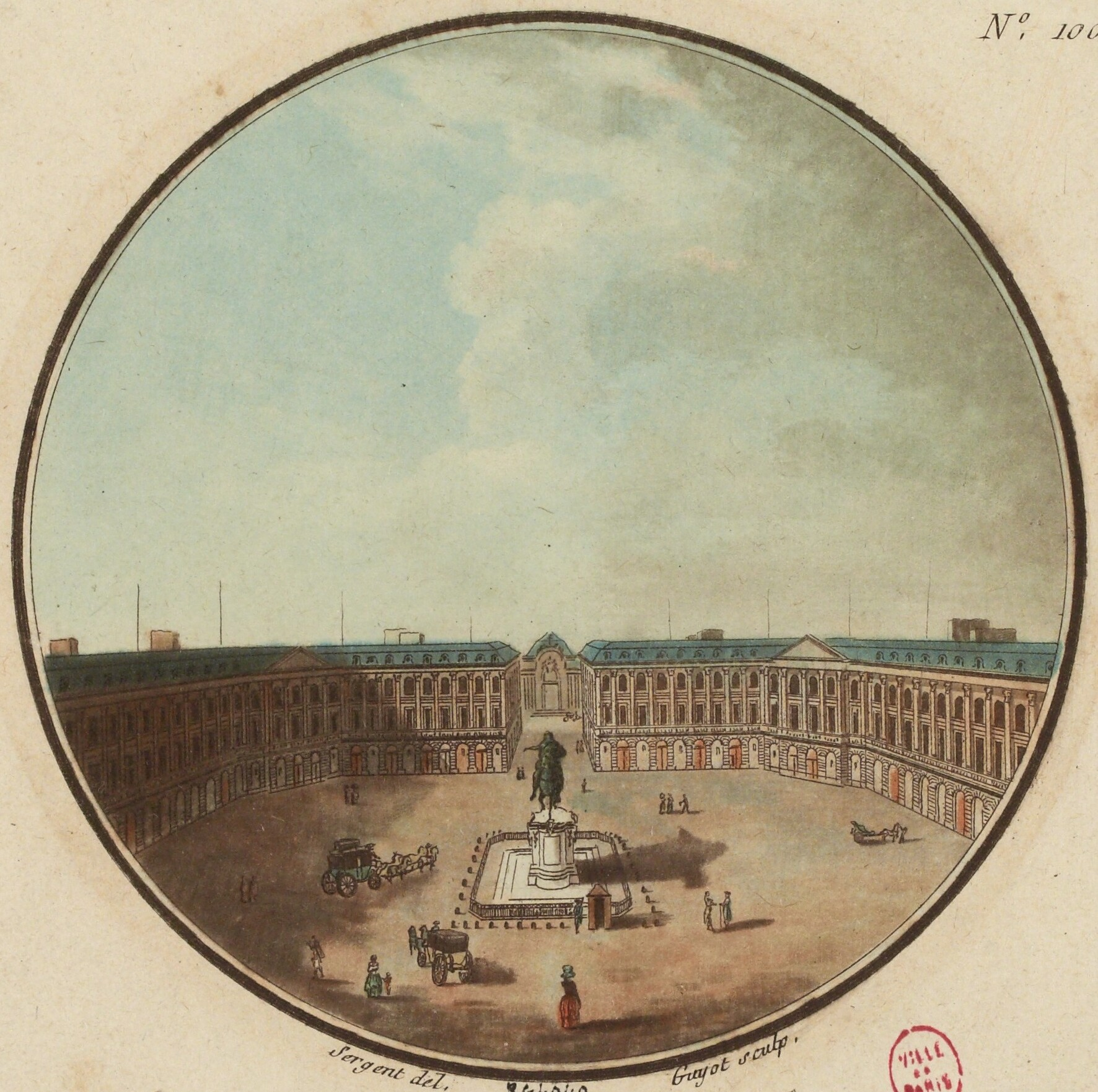
Idem, met ruiterstandbeeld
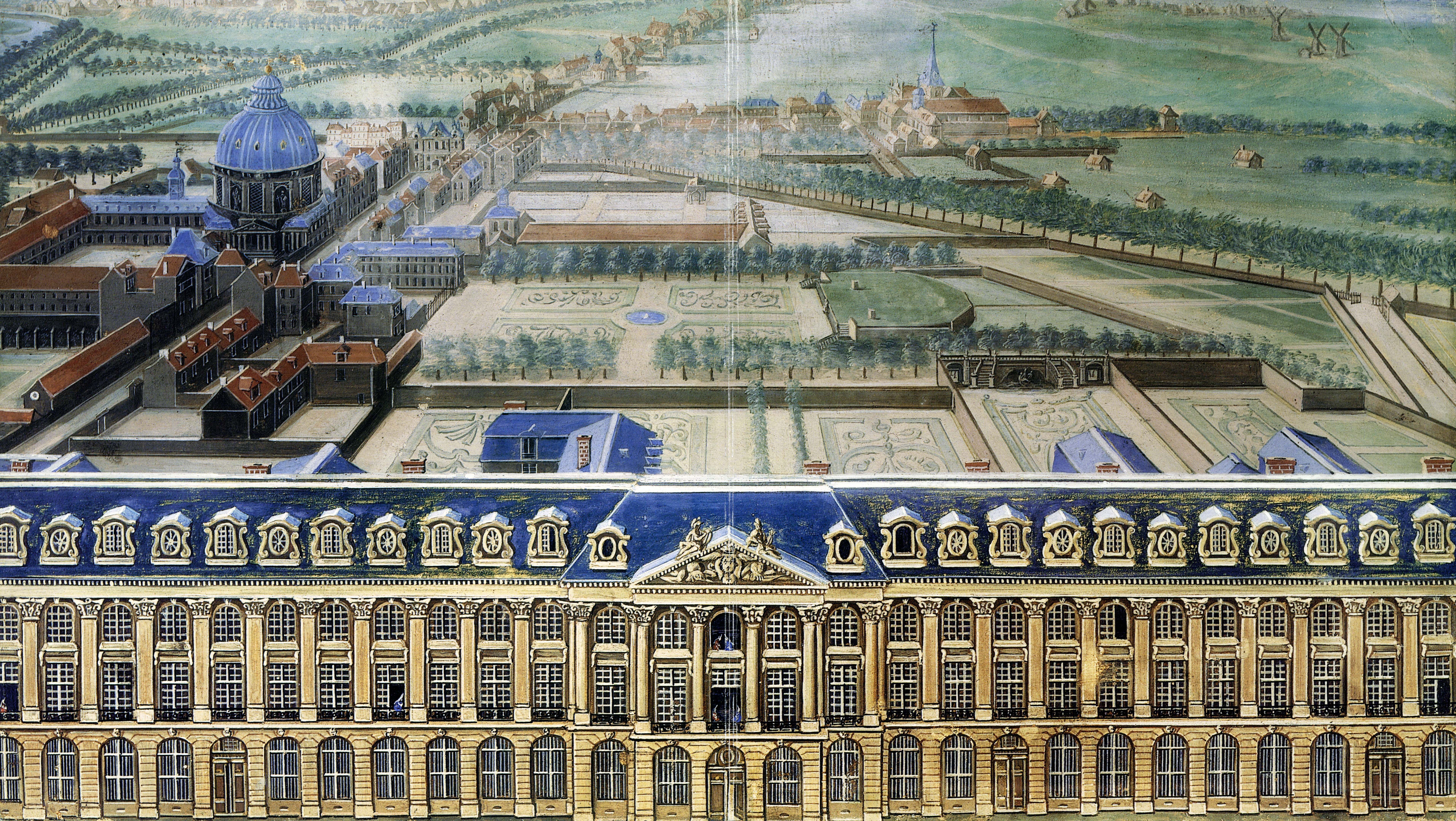
Gezicht naar het westen met links, aan de Rue Saint-Honoré, de Notre-Dame-de-l'Assomption

In 1806 nam Napoleon Bonaparte het initiatief voor de oprichting van een 44 meter hoge triomfzuil op het plein, de Colonne Vendôme, om zijn overwinning van Austerlitz te vieren. Het brons was, volgens Napoleons eigen propaganda, afkomstig van de buitgemaakte kanonnen van de gecombineerde legers van Europa. In 1810 was het monument voltooid, inclusief het bekronende standbeeld van Napoleon. Omstreeks die tijd kreeg het plein zijn huidige naam.
In 1816, na de val van Napoleon, trachtte een menigte met behulp van paarden en een kabel het standbeeld van de zuil af te trekken, maar het beeld weigerde te bewegen. Twee jaar later lukte dat wel, waarna het werd omgesmolten. Van het brons werd het ruiterstandbeeld van Hendrik IV op de Pont Neuf opnieuw gegoten. Een vervangend standbeeld van Napoleon werd tijdens de Julimonarchie (1830-1848) opgericht door Louis Philippe. Nadat ook dit beeld was vernield, liet Napoleon III een derde, meer classicistische versie vervaardigen. Tot ver in de negentiende eeuw herdachten veteranen van de napoleontische oorlogen op de Place Vendôme hun aanvoerder op zijn sterfdag.
Tijdens de Commune van Parijs werd de Colonne Vendôme op 16 mei 1871 neergehaald. Een belangrijke rol daarin speelde de schilder Gustave Courbet, voorzitter van de Federatie van Kunstenaars en lid van de Commune. Courbet had al eerder zijn ongenoegen geuit over dit oorlogsmonument en had voorgesteld om de zuil te demonteren en te bewaren in het Hôtel des Invalides. De bronzen reliëfs bleven bewaard, maar waren beschadigd omdat ze pas na het neerstorten van de zuil waren verwijderd. Het beeld van Napoleon was nagenoeg onbeschadigd, maar werd omgesmolten.
Onmiddellijk na de vernietiging van de zuil werd de Place Vendôme omgedoopt tot Place Internationale, als saluut naar de internationale verbroedering die de Communards voorstonden (zie: Eerste Internationale). De Parijse Commune was geen lang leven beschoren en in 1873-1874 werd op de Place Vendôme een nieuwe zuil opgericht. Courbet werd veroordeeld tot het betalen van de kosten van heroprichting, geschat op 323.000 frank, te voldoen in jaarlijkse termijnen van 10.000 frank. Nadat hij in zelfopgelegde ballingschap naar Zwitserland was vertrokken, nam de Franse regering de schilderijen van de kunstenaar in beslag en verkocht ze voor een klein bedrag. Courbet stierf in ballingschap in 1877.

Het neerhalen van de Colonne Vendôme in 1871
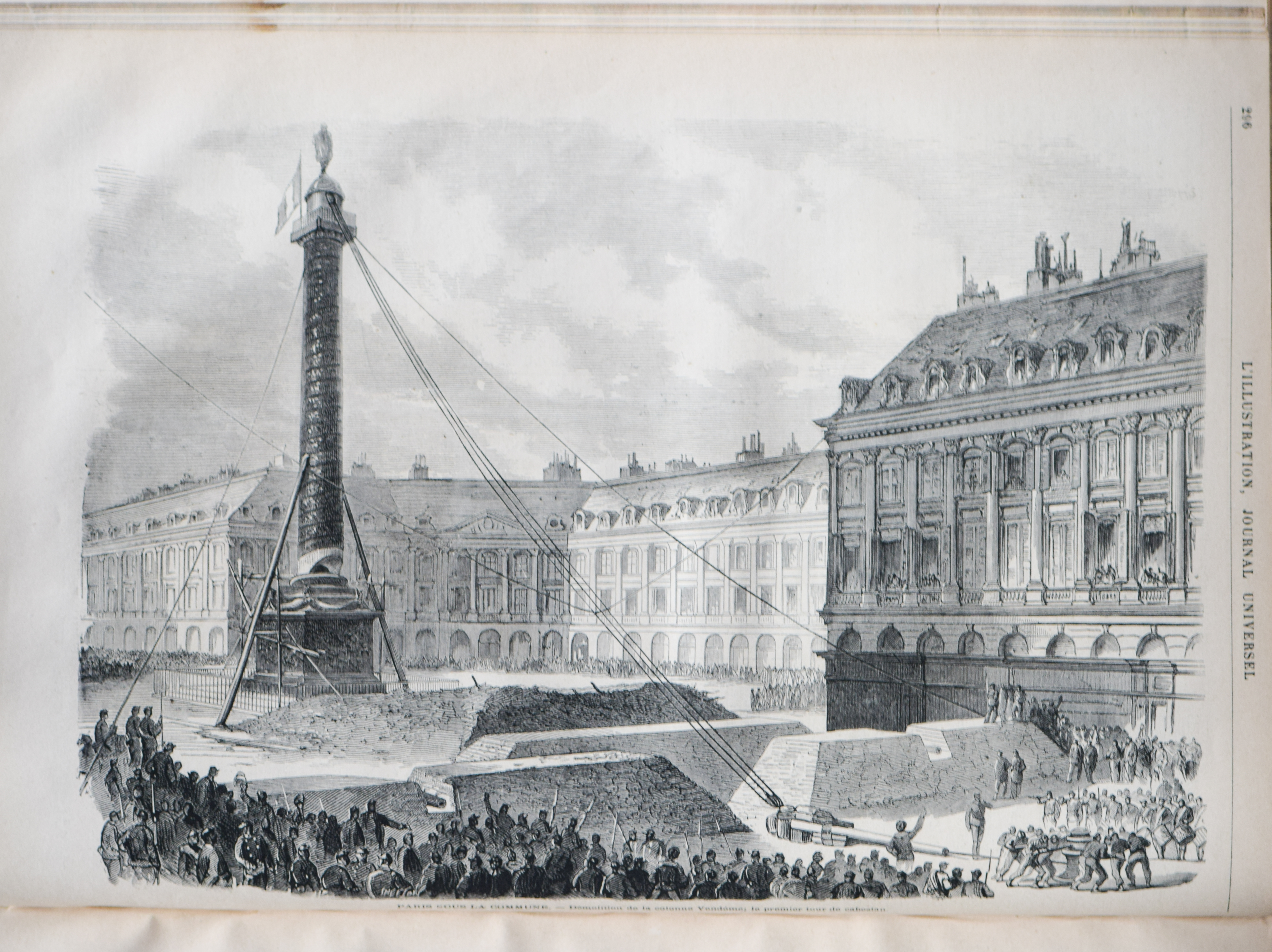
Het spektakel gaat beginnen
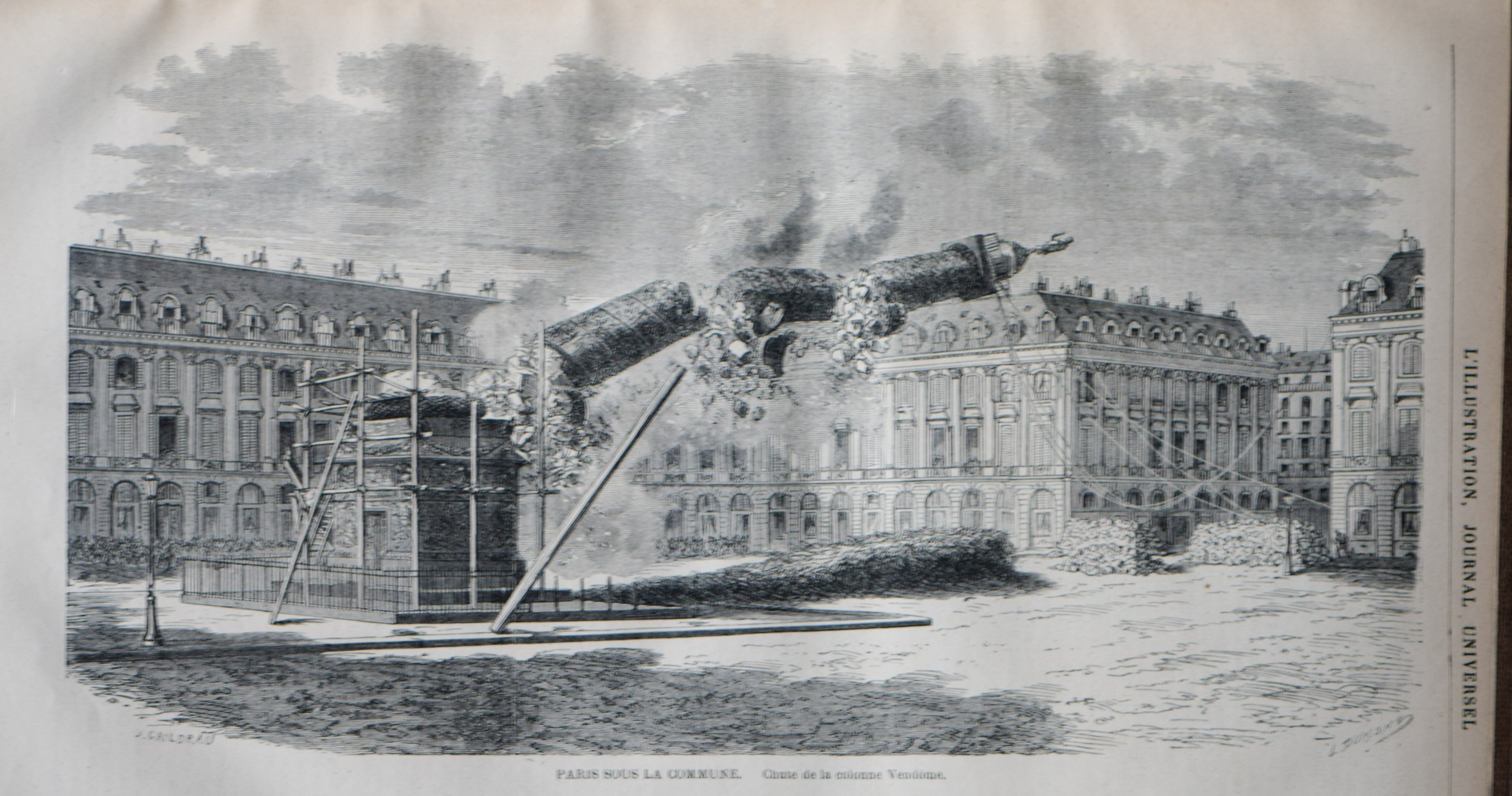
Vernietiging van de zuil
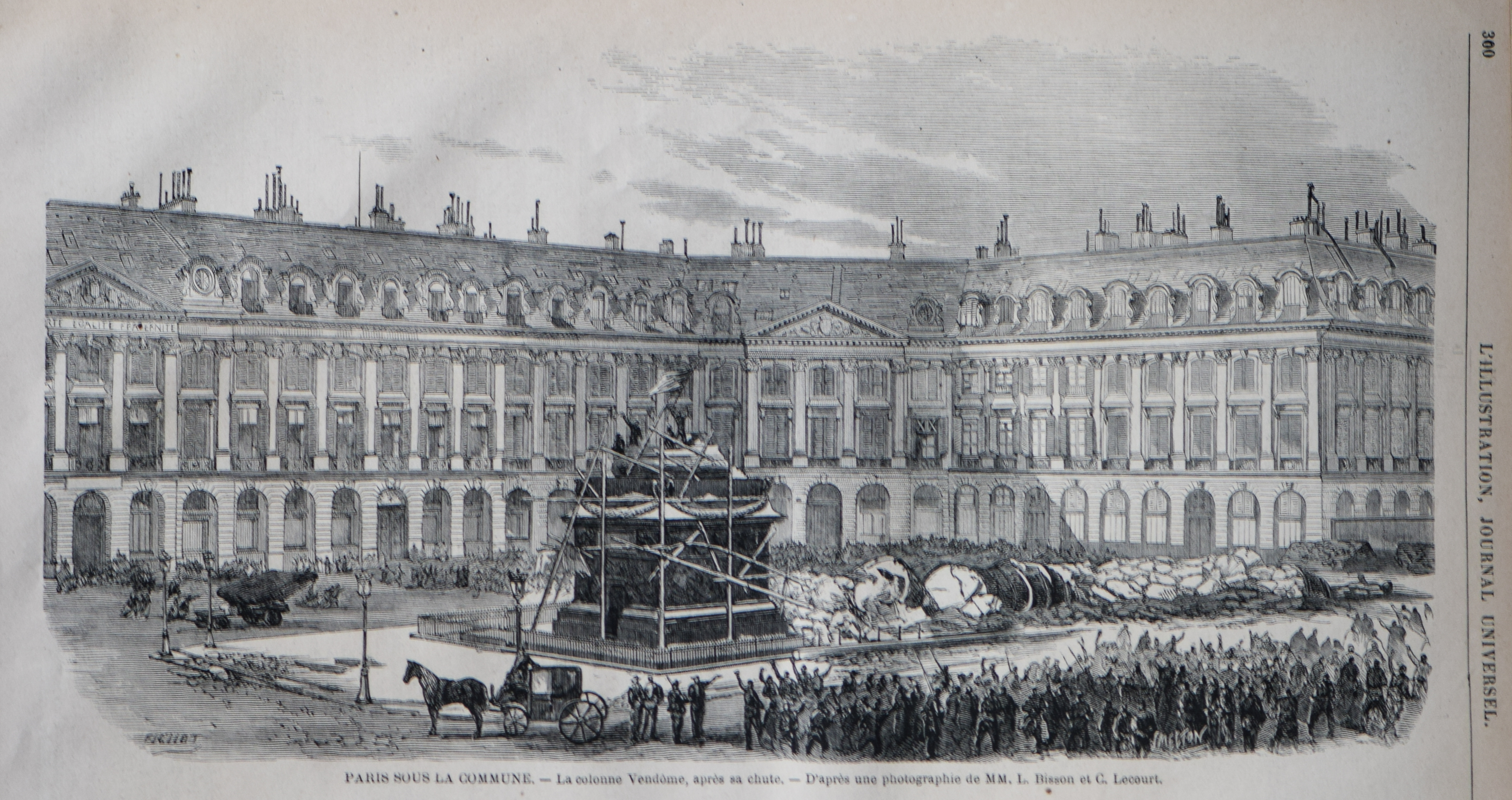
Lege sokkel en verbrijzelde zuil

De Place Vendôme behield lange tijd zijn aristocratische rust, behalve wanneer de jaarlijkse kermis (Foire Saint-Ovide) er neerstreek. Op huisnummer 13, het Hôtel de Bourvallais, was al sinds 1718 het Franse Ministerie van Justitie gehuisvest. Pas na de sloop van het Kapucinessenklooster en de aanleg van de Rue de la Paix in 1806, kwam er wat meer leven. Na de opening van de Opéra Garnier in 1875 verschoof het mondaine Parijse uitgaansleven naar deze buurt. In 1898 opende de Zwitserse hotelier César Ritz het Hôtel Ritz in het Hôtel de Gramont en het Hôtel de Crozat (Place Vendôme 15-17, naast het Ministerie van Justitie). In de eerste helft van de twintigste eeuw hadden veel beroemde modeontwerpers hun salons op het plein. Zo was het modehuis van Elsa Schiaparelli hier van 1927 tot 1954 gevestigd. Op een enkele na zijn ze allemaal verdwenen. Anno 2024 zijn er vooral bekende juwelierszaken en horlogemakers te vinden, onder andere Boucheron (1893), Cartier (1898), Chaumet (1902), Van Cleef & Arpels (1906), Bulgari (1986), Mikimoto (1986), Chanel (1991), Piaget (1991), Patek Philippe (1995), Dior (2001), Jaeger-LeCoultre (2006), Rolex (2008) en Louis Vuitton (2012).

## Bezienswaardigheden

### Colonne Vendôme
De Colonne Vendôme is een erezuil, die van 1806 tot 1810 midden op de Place Vendôme werd opgericht en na de vernietiging ervan in 1871 werd heropgericht in 1873-1874. De zuil is 44,17 meter hoog en heeft een diameter van 3,67 meter. Hij staat op een voetstuk van Corsicaans porfier en wordt bekroond door een standbeeld van Napoleon. Als model diende de Zuil van Trajanus in Rome.
De kolomschacht bestaat uit 98 stenen trommels, die bekleed zijn met een bronzen reliëfs. Hierop zijn gevechtsscènes en trofeeën afgebeeld van de door Napoleon aangevoerde Grande Armée tijdens de Slag bij Austerlitz (1805). Het bronzen lint dat zich om de zuil slingert is 220 meter lang en bestaat uit 425 bronzen platen. Enkele tientallen kunstenaars droegen eraan bij, onder wie François Joseph Bosio en François Rude.
Binnen in de kolom leidt een trap naar het platform waarop het standbeeld van Napoleon staat (niet langer toegankelijk). Het beeld stelt Napoleon voor als Romeins keizer (Caesar Imperator), in tunica, een lauwerkrans op zijn hoofd en in zijn hand een rijksappel met daarop een beeldje van de godin van de overwinning.

### Hôtels particuliers
De bebouwing aan de Place Vendôme dateert uit de late zeventiende, begin achttiende eeuw en is opgetrokken in een uniforme, classicistische stijl. Alle 27 panden worden aangeduid als "hôtels", dat wil zeggen hôtels particuliers. De hôtels aan de westzijde van het plein zijn genummerd 1 t/m 25 (oneven); aan de oostzijde 2 t/m 28 (even), waarbij de nummers 2, 25 en 28 niet aan het plein zelf liggen, maar op de hoek van de korte toegangsstraten tot het plein, en de Rue Saint-Honoré, respectievelijk Rue des Capucines en Rue Danielle Casanova.
- N°1: Hôtel Batailhe de Francès
- N°3: Hôtel de Coëtlogon
- N°5: Hôtel d'Orsigny
- N°7: Hôtel Le Bas de Montargis
- N°9: Hôtel de Villemaré
- N°11: Hôtel de Simiane

Place Vendôme, hôtels particuliers

- N°13: Hôtel de Bourvallais (Min. v. Justitie)
- N°15: Hôtel de Gramont (Ritz Hotel)
- N°17: Hôtel de Crozat (Ritz Hotel)
- N°19: Hôtel d'Évreux
- N°21: Hôtel de Fontpertuis
- N°23: Hôtel de Boullongne
- N°25: Hôtel Peyrenc de Moras
- N°2: Hôtel Marquet de Bourgade
- N°4: Hôtel Heuzé de Vologer
- N°6: Hôtel Thibert des Martrais
- N°8: Hôtel Delpech de Chaumot
- N°10: Hôtel de Latour-Maubourg
- N°12: Hôtel Baudard de Saint-James
- N°14: Hôtel de La Fare
- N°16: Hôtel Moufle
- N°18: Hôtel Duché des Tournelles
- N°20: Hôtel de Parabère
- N°22: Hôtel de Ségur
- N°24: Hôtel de Boffrand
- N°26: Hôtel de Noce
- N°28: Hôtel Gaillard de la Bouëxière

## Varia
- Toen Frankrijk in 1839 diplomatieke betrekkingen aanknoopte met de kortstondige Republiek Texas, werd het Texaanse gezantschap gehuisvest in het Hôtel Batailhe de Francès op Place Vendôme nr. 1.
- De Pools-Franse componist Frederic Chopin overleed in 1849 op nr. 12. Andere beroemde bewoners van het plein waren: de arts-astroloog Franz Anton Mesmer, de Engelse ondernemer en dagboekenschrijfster Anne Lister, de courtisane Virginia Oldoini di Castiglione (maîtresse van Napoleon III), de gynaecoloog Samuel Pozzi en de modeontwerpster Coco Chanel (35 jaar residerend in het Ritz Hotel).
- De hoofdpersoon in de Franse misdaadfilm Place Vendôme uit 1998, met onder anderen Catherine Deneuve, is een juwelier op de Place Vendôme.
- In een aflevering van de Franse televisieserie Lupin uit 2023 vindt de diefstal van de 'zwarte parel' plaats op de Place Vendôme.